# Bolognano
Bolognano – miejscowość i gmina we Włoszech, w regionie Abruzja, w prowincji Pescara.
Według danych na rok 2004 gminę zamieszkiwało 1266 osób, 79,1 os./km².